# یابلانیتسا (گورنگی میلانوواتس)
یابلانیتسا (به صربی: Jablanica) یک منطقهٔ مسکونی در صربستان است که در ناحیه موراویتسا واقع شده‌است. یابلانیتسا ۳۳۱ نفر جمعیت دارد.